# Natação artística no Campeonato Mundial de Esportes Aquáticos de 2022 - Rotina técnica solo
A prova da rotina técnica solo é um dos eventos da natação artística do Campeonato Mundial de Esportes Aquáticos de 2022 foi realizada nos dias 17 e 18 de junho, em Budapeste, na Hungria.

## Medalhistas
| Ouro              | Prata               | Bronze                     |
| Yukiko Inui (JPN) | Marta Fiedina (UKR) | Evangelia Platanioti (GRE) |

## Cronograma
Todos os horários são locais (UTC+2). 
| Data        | Hora  | Evento        |
| ----------- | ----- | ------------- |
| 17 de junho | 09:00 | Eliminatórias |
| 18 de junho | 16:00 | Final         |

## Resultados
| Pos.              | Nadadora             | Nacionalidade  | Eliminatória | Eliminatória | Final   | Final |
| Pos.              | Nadadora             | Nacionalidade  | Pontos       | Pos.         | Pontos  | Pos.  |
| ----------------- | -------------------- | -------------- | ------------ | ------------ | ------- | ----- |
| Medalha de ouro   | Yukiko Inui          | Japão          | 91.9189      | 1            | 92.8662 | 1     |
| Medalha de prata  | Marta Fiedina        | Ucrânia        | 90.9382      | 2            | 91.9555 | 2     |
| Medalha de bronze | Evangelia Platanioti | Grécia         | 88.6163      | 3            | 89.5110 | 3     |
| 4                 | Linda Cerruti        | Itália         | 88.6075      | 4            | 89.0142 | 4     |
| 5                 | Vasiliki Alexandri   | Áustria        | 87.9133      | 5            | 88.9841 | 5     |
| 6                 | Anita Alvarez        | Estados Unidos | 85.4685      | 6            | 86.2807 | 6     |
| 7                 | Kate Shortman        | Reino Unido    | 83.8324      | 7            | 85.1632 | 7     |
| 8                 | Joana Jiménez        | México         | 83.1988      | 9            | 83.8394 | 8     |
| 9                 | Oriane Jaillardon    | França         | 83.6928      | 8            | 83.6865 | 9     |
| 10                | Audrey Lamothe       | Canadá         | 83.1821      | 10           | 83.0909 | 10    |
| 11                | Marlene Bojer        | Alemanha       | 80.8648      | 11           | 81.4450 | 11    |
| 12                | Lee Ri-young         | Coreia do Sul  | 80.5753      | 12           | 80.5294 | 12    |
| 13                | Karina Magrupova     | Cazaquistão    | 80.0042      | 13           |         |       |
| 14                | Ilona Fahrni         | Suíça          | 79.8704      | 14           |         |       |
| 15                | Jasmine Verbena      | San Marino     | 78.9977      | 15           |         |       |
| 16                | Chiara Diky          | Eslováquia     | 77.5403      | 16           |         |       |
| 17                | Karolína Klusková    | Chéquia        | 74.8578      | 17           |         |       |
| 18                | Clara De León        | Uruguai        | 74.2252      | 18           |         |       |
| 19                | Klara Šilobodec      | Croácia        | 72.4970      | 19           |         |       |
| 20                | Clara Ternström      | Suécia         | 72.2373      | 20           |         |       |
| 21                | Gabriela Alpajon     | Cuba           | 68.6361      | 21           |         |       |
| 22                | Laura Strugnell      | África do Sul  | 68.1776      | 22           |         |       |
| 23                | Ana Culic            | Malta          | 67.8191      | 23           |         |       |
| 24                | Sude Dicle           | Turquia        | 66.6667      | 24           |         |       |
| 25                | Maria Salazar        | Aruba          | 65.6580      | 25           |         |       |
| 26                | Maria Alfaro         | Costa Rica     | 61.4452      | 26           |         |       |